# Katia i Marielle Labèque
Les germanes franceses Katia ( Baiona, 11  març 1950) i Marielle ( Baiona, 6 març 1952), conegudes amb el nom de artístic de Germanes Labèque, formen un dels duets del piano contemporanis, més reconeguts i prestigiosos.

## Biografia

### Estudis i primeres gires
Les germanes Labèque, nascudes al País Basc Francès (Iparralde) són filles d'un metge, jugador de rugbi, amant de la música, que cantava al cor de l'Òpera de Bordeus, i de la pianista italiana Alda Cecchi, que havia estudiat amb Marguerite Long i que va ser la seva primera professora. Al final de llurs estudis pianístics i musicals, Katia i Marielle Labèque van obtenir conjuntament el primer premi del Conservatori de París el 1968.
Després d'acabar la carrera, es van especialitzar en el repertori a quatre mans i dos pianos. Van enregistrar el primer àlbum Les visions del l'Amen d'Olivier Messiaen sota la direcció artística del compositor. A més de participar en diferents festivals de música contemporània en els quals van interpretar obres de Luciano Berio, Pierre Boulez, Philippe Boesmans, Gyorgy Ligeti o Olivier Messiaen.

### Carrera internacional
La seva carrera internacional va començar el 1980 amb l'èxit de la versió original de Rhapsody in Blue (escrita per a dos pianos per George Gershwin). Més enllà del repertori clàssic i romàntic, les seves interpretacions abasten fins a la música contemporània, jazz, ragtime, flamenc, música minimalista, pop o avant-rock. Pel que fa a la música barroca, després de conèixer Marco Postinghel, el 1998 van decidir fer-se construir dos Fortepianos Silberman i van tocar aquests instruments amb Il Giardino Armonico dirigit per Giovanni Antonini, amb el grup Musica Antiqua Köln dirigit per Reinhard Goebel (commemoració de l'any Bach l'any 2000), amb els Solistes Barrocs Anglesos dirigits per Sir John Eliot Gardiner, amb l'Orquestra Venice Baroque dirigida per Andrea Marcon, i amb l'Orquestra de la Age of Enlightenment dirigida per Sir Simon Rattle.
Durant la seva extensa carrera, Katia i Marielle Labèque han tocat amb les grans formacions mundials (Orquestra Filharmònica de Berlín, Orquestra Filharmònica de Munic, Orquestra Simfònica de la Ràdio de Baviera, Orquestra de la Gewandhaus de Leipzig, Staatskapelle de Dresden, Orquestra Simfònica de Londres, Orquestra Filharmònica de Londres, Orquestra de la Scala de Milà, Orquestra Filharmònica de Viena, Orquestra Simfònica de Boston, Orquestra Simfònica de Chicago, Orquestra de Cleveland, Orquestra Filharmònica de Los Angeles, Orquestra de Filadèlfia) sota la direcció de directors prestigiosos (Semyon Bychkov, Sir Colin Davis, Charles Dutoit, Sir John Eliot Gardiner, Miguel Harth-Bedoya, Paavo Jarvi, Kristjan Jarvi, Zubin Mehta, Seiji Ozawa, Antonio Pappano, Georges Prêtre, Sir Simon Rattle, Aquesta-Pekka Salonen, Leonard Slatkin i Michael Tilson Thomas), a les sales més famoses dedicades a la música clàssica (Musikverein (Viena), Musikhalle (Hamburg), Filharmònica (Munic), Carnegie Hall (Londres), Royal Festival Hall (Londres), Teatre de La Scala (Milà), Filharmònica (Berlín), Disney Hall (Los Angeles), Hollywood Bowl (Hollywood), o en festivals reconeguts com Mostly Mozart (Nova York), Ravinia festival (Festival de Ravinia (Chicago), Festival de Tanglewood (Lenox), The Proms (Londres), Festival de Lucerne Suisse, Klavier Ruhr Festival (Alemanya), Festival de Salzburg (Àustria). Van tocar per a 33.000 persones en el concert de gala Waldbühne del 2005 en el concert de clausura de l'Orquestra Filharmònica de Berlín i, per a més de 100.000 persones, el maig de 2016, en el Palau de Schönbrunn amb l'Orquestra Filharmònica de Viena dirigida per Semyon Bychkov.
Nombroses obres musicals han estat escrites especialment per a les germanes Labèque, com Línia per a dos pianos i percussions de Luciano Berio, Water Dances per a dos pianos de Michael Nyman, Battlefield per a dos pianos i orquestra de Richard Dubugnon, Nazareno per a dos pianos, percussions i orquestra de Osvaldo Golijov i Gonzalo Grau, The Hague Hacking per a dos pianos i orquestra de Louis Andriessen, Capriccio de Philippe Boesmans, Concerto per a dos pianos i orquestra de Philip Glass estrenat a Los Angeles amb l'Orquestra Filharmònica de Los Angeles dirigida per Gustavo Dudamel.
Les germanes Labèque han enriquit el repertori per a dos pianos i percussions amb obres com la primera versió instrumental de West Side Story, transcrita per Irwin Kostal (el orquestador de l'obra), o com la versió per a dos pianos i percussions basques del Bolero de Ravel. Han tocat a França, Anglaterra, Itàlia i Cuba, Four Movements per a dos pianos de Philip Glass. Després, van crear en el King's Place de Londres, al novembre de 2011, el projecte 50 Years of Minimalism amb obres de John Cage, David Chalmin, William Duckworth, Arvo Part, Michael Nyman, Terry Riley, Steve Reich, Howard Skempton, etc.

### Enregistraments i producció musical
Entre 1970 i 1997, van enregistrar nombrosos discs per a Erato (Warner Classics), Philips Records, EMI Classics, Sony Music Entertainment i Decca Rècords. Després van deixar els enregistraments durant 10 anys, abans de crear, el 2007, el seu propi segell discogràfic de música clàssica KML Recordings a Itàlia. A més dels seus propis discs, patrocinen joves grups de música de diferents estils com el avant-rock (B for Bang, DimensionX, Dream House, Xarxa Velvet) o les músiques tradicionals (Mayte Martín, Kalakan). Per exemple, el 2008 van editar el disc conjunt "De foc i d'aigua" amb la cantaora flamenca Mayte Martín, un repertori que també han presentat en directe en diversos escenaris. També, han produït el primer disc del trio basc Kalakan amb qui col·laboren des de 2009 i als quals van presentar la seva amiga Madonna l'any 2011. Aquesta trobada va permetre la participació del trio en la gira mundial The MDNA Tour de la famosa cantant nord-americana.
Katia i Marielle han creat la seva pròpia fundació "Fondazione Katia é Marielle Labeque" en 2005 a Roma, Itàlia. Aquesta estructura està destinada a promoure la relació entre la música i la imatge i a donar suport als grups de música experimental. El seu primer projecte, el 2009, va fer costat al jove productor audiovisual Tal Rosner.
En 2012, en una antiga escola de Roma, van instal·ler el seu propi estudi d'enregistrament anomenat Studio KML, pensat com un lloc de trobada i de creació entre els músics de la "Fondazione Katia e Marielle Labèque" i el segell discogràfic KML Recordings. El primer enregistrament en aquest estudi va ser "Dream House minimalista".

### Vida privada
Katia ha viscut amb el guitarrista de jazz anglès John McLaughlin. Ara, el seu company és David Chalmin, compositor, cantant/guitarrista del grup Triple Sun i productor. Marielle està casada amb el director d'orquestra rus Semyon Bychkov. Les germanes Labèque viuen i treballen juntes. El 1987 a Londres, després a Firenze i des de 2005 en uns dels antics palaus de la família Borgia de Roma.

## Discografia

### Discos en duo
- 1969: Olivier Messiaen, Visions De L'Estimin
- 1970: Bartok, Sonata for 2 Pianos and Percussion
- 1972: Rachmaninov, 24 Preludes & Suite No. 2
- 1972: Hindemith - Martinu
- 1979: Marius Constant: Psyche
- 1980: Gershwin, Rhapsody In Blue / Piano Concerto In F
- 1981: Brahms, Hungarian dances
- 1982: Scott Joplin, Gladrags
- 1983: Liszt, Réminiscences de Don Joan
- 1984: Rossini, Petite messe solennelle
- 1984: Gershwin, An Americain in Paris
- 1985: Bizet, Fauré, Ravel
- 1987: Stravinski, Petrouchka / Concerto For 2 Pianos
- 1987: Gershwin, I got Rhythm - Music for Two Pianos
- 1988: Bernstein, Symphonic dances and songs from West Side Story
- 1990: Love of colours
- 1990: Dvorak, Slavonic Dances Op. 46 & 72
- 1991: Encore !
- 1993: Espanya !
- 1994: Txaikovski, Piano fantasy: music for two pianos
- 1996: En blanc et noir - Debussy Album
- 2001: Brahms - Txaikovski - Debussy (compilació)
- 2003: Piano Fantasy (compilació - 6 CD box)
- 2006: Maurice Ravel
- 2007: Stravinski / Debussy
- 2007: Schubert / Mozart
- 2009: Erik Satie
- 2010: The New CD box
- 2011: Gershwin-Bernstein, Rhapsody in Blue - West Side Story
- 2011: Nazareno
- 2013: Minimalist Dream House
- 2014: Sisters
- 2016: Invocations
- 2017: Love stories
- 2020: Glass, Els Enfants Terribles

### Discs amb col·laboracions
- 1981: Gershwin's songs amb Barbara Hendricks
- 1984: Prokófiev, Peter and The Wolf i Saint Saëns, Le Carnaval des animaux amb Itzhak Perlman i l'Orquestra Filharmònica d'Israel dirigida per Zubin Mehta
- 1985: Gershwin, Rhapsody in Blue amb l'Orquestra de Cleveland dirigida per Riccardo Chailly
- 1985: Bartók, Sonate et Concerto amb l'Orquestra Simfònica de la Ciutat de Birmingham dirigida per sir Simon Rattle
- 1989: Poulenc, Concerto pour 2 Pianos amb l'Orquestra Simfònica de Boston dirigida per Seiji Ozawa
- 1989: Mozart, Piano Concerti amb l'Orquestra Filharmònica de Berlín dirigida per Semyon Bychkov
- 1990: Mendelssohn / Bruch, Piano Concerti amb l'Orquestra Philharmonia
- 1997: Carnival amb Elton John, Madonna, Paul Simon, James Taylor, Sting, Tina Turner, entre altres...
- 2008: De foc i d'Aigua amb Mayte Martín
- 2016: Double Concerto For Two Pianos And Orchestra amb l'Orquestra Filharmònica de Los Angeles dirigida per Gustavo Dudamel
- 2016: Summer Night Concert amb l'Orquestra Filharmònica de Viena dirigida per Semyon Bychkov

## Filmografia
- 1990: The Loves of Emma Bardac. Telepelícula de Thomas Mowrey
- 2000: The Italian Bach in Vienna. Concert amb Il Giardino Armonico
- 2000: The Man Who Cried. Pel·lícula de Sally Potter
- 2005: Waldbühne 2005. Concert amb l'Orquestra Filharmònica de Berlín dirigida per Sir Simon Rattle
- 2005: I'm Going to Tell You a Secret. Documental sobre Madonna
- 2012: The Labeque way. Documental de Félix Cábez
- 2016: Summer Night Concert. Concert amb l'Orquestra Filharmònica de Viena dirigida per Semyon Bychkov